# Johnny Hoogerland
Johnny Hoogerland (Yerseke, 13 de mayo de 1983) es un ciclista neerlandés que fue profesional entre 2003 y 2016.

## Biografía
Johnny Hoogerland se dio a conocer en 2009 en el equipo de Vacansoleil. Ganó los Tres Días de Flandes Occidental en marzo y terminó duodécimo del Tour de Flandes, el mes siguiente. A finales del verano, participó en la Vuelta a España, su primera Gran Vuelta, la cual terminó en la duodécima posición. Fue elegido para representar a los Holanda en los campeonatos del mundo, durante el cual se escapó en compañía de Alexandre Vinokourov. Terminó el año ocupando el quinto lugar en el Giro de Lombardía.
Comenzó la temporada 2010, quedando segundo en el Gran Premio Ciclista la Marsellesa, la primera carrera de la Copa de Francia de Ciclismo. Consiguió un tercer puesto en el Tour del Mediterráneo. En septiembre ganó la clasificación de la montaña de la Vuelta a Gran Bretaña.

### Incidente en el Tour 2011
En el transcurso de la 9.ª etapa del Tour de Francia 2011, un coche de France Télévisions le arrolló junto con Juan Antonio Flecha, cuando estos marchaban en la fuga junto a otros tres corredores. Este accidente provocó que Hoogerland cayera sobre una alambrada de espino situada en la cuneta de la carretera, causándole numerosos cortes. Ambos ciclistas lograron completar la etapa, aunque el percance les hizo perder 16 minutos en la clasificación general. Al término de la etapa fue trasladado al hospital de Saint-Flour donde se le dieron 33 puntos de sutura. Finalmente logró terminar la ronda gala.
Al término de la etapa, Hoogerland recogío entre magulladuras y lágrimas el maillot de lunares, que le acreditaba cómo líder de la montaña.

## Palmarés
2007
- 1 etapa del Tour de Eslovaquia

2008
- 1 etapa del Clásico Ciclístico Banfoandes

2009
- Tres Días de Flandes Occidental, más 1 etapa

2011
- Acht van Chaam

2013
- Campeonato de los Países Bajos en Ruta

## Resultados en Grandes Vueltas y Campeonato del Mundo
| Carrera         | Carrera         | 2003 | 2004 | 2005 | 2006 | 2007 | 2008 | 2009 | 2010 | 2011 | 2012 | 2013  | 2014  | 2015 | 2016 |
| --------------- | --------------- | ---- | ---- | ---- | ---- | ---- | ---- | ---- | ---- | ---- | ---- | ----- | ----- | ---- | ---- |
|                 | Giro de Italia  | —    | —    | —    | —    | —    | —    | —    | —    | 58.º | —    | —     | 105.º | —    | —    |
|                 | Tour de Francia | —    | —    | —    | —    | —    | —    | —    | —    | 74.º | 57.º | 101.º | —     | —    | —    |
|                 | Vuelta a España | —    | —    | —    | —    | —    | —    | 12.º | —    | —    | —    | Ab.   | —     | —    | —    |
| Mundial en Ruta | Mundial en Ruta | —    | —    | —    | —    | —    | —    | 14.º | —    | 35.º | —    | Ab.   | —     | —    | —    |

—: no participa

Ab.: Abandona